# Boris Paichadze
Boris Solomonovitch Paichadze (en géorgien : ბორის პაიჭაძე ; en russe : Борис Соломонович Пайчадзе), né le 3 février 1915 à Ontschiketi (Raion de Koutaïssi) dans l'Empire russe et décédé le 9 octobre 1990, est un joueur de football soviétique (géorgien), jouant au poste d'attaquant.
Il est principalement connu pour avoir terminé meilleur buteur du championnat d'URSS ex aequo avec Leonid Rumiantsev et Vassili Smirnov lors de la saison 1937.
Le plus grand stade de Géorgie, le stade Boris-Paichadze à Tbilissi, est nommé ainsi en son honneur.

## Statistiques
| Saison                | Club                  | Championnat           | Championnat | Championnat | Coupe(s) nationale(s) | Coupe(s) nationale(s) | Total | Total |
| Saison                | Club                  | Division              | M.          | B.          | M.                    | B.                    | M.    | B.    |
| 1936                  | Dinamo Tbilissi       | D2+D1                 | 5+7         | 7+6         | 8                     | 5                     | 20    | 18    |
| 1937                  | Dinamo Tbilissi       | D1                    | 16          | 8           | 7                     | 4                     | 23    | 12    |
| 1938                  | Dinamo Tbilissi       | D1                    | 24          | 14          | 5                     | 8                     | 29    | 22    |
| 1939                  | Dinamo Tbilissi       | D1                    | 26          | 19          | 7                     | 6                     | 33    | 25    |
| 1940                  | Dinamo Tbilissi       | D1                    | 24          | 11          | -                     | -                     | 24    | 11    |
| 1941                  | Dinamo Tbilissi       | D1                    | 10          | 6           | -                     | -                     | 10    | 6     |
| 1944                  | Dinamo Tbilissi       | -                     | -           | -           | 1                     | 0                     | 1     | 0     |
| 1945                  | Dinamo Tbilissi       | D1                    | 16          | 7           | 3                     | 2                     | 19    | 9     |
| 1946                  | Dinamo Tbilissi       | D1                    | 22          | 14          | 4                     | 1                     | 26    | 15    |
| 1947                  | Dinamo Tbilissi       | D1                    | 10          | 8           | 2                     | 0                     | 12    | 8     |
| 1948                  | Dinamo Tbilissi       | D1                    | -           | -           | -                     | -                     | 0     | 0     |
| 1949                  | Dinamo Tbilissi       | D1                    | 12          | 1           | -                     | -                     | 12    | 1     |
| 1950                  | Dinamo Tbilissi       | D1                    | 21          | 9           | 3                     | 1                     | 24    | 10    |
| 1951                  | Dinamo Tbilissi       | D1                    | 2           | 1           | 1                     | 2                     | 3     | 3     |
| Total sur la carrière | Total sur la carrière | Total sur la carrière | 195         | 111         | 41                    | 29                    | 236   | 140   |